# Campodea howardi
Campodea howardi är en urinsektsart som beskrevs av Filippo Silvestri 1911. Campodea howardi ingår i släktet Campodea och familjen Campodeidae. Inga underarter finns listade.